# Hybognathus argyritis
Hybognathus argyritis är en fiskart som beskrevs av Girard, 1856. Hybognathus argyritis ingår i släktet Hybognathus och familjen karpfiskar. Inga underarter finns listade i Catalogue of Life.